# Franz von Wimpffen
Il conte Franz Emil Lorenz Heeremann von Wimpffen (Praga, 2 aprile 1797 – Gorizia, 26 novembre 1870) è stato un generale e ammiraglio austriaco, nominato Feldzeugmeister durante l'epoca risorgimentale.

## Biografia

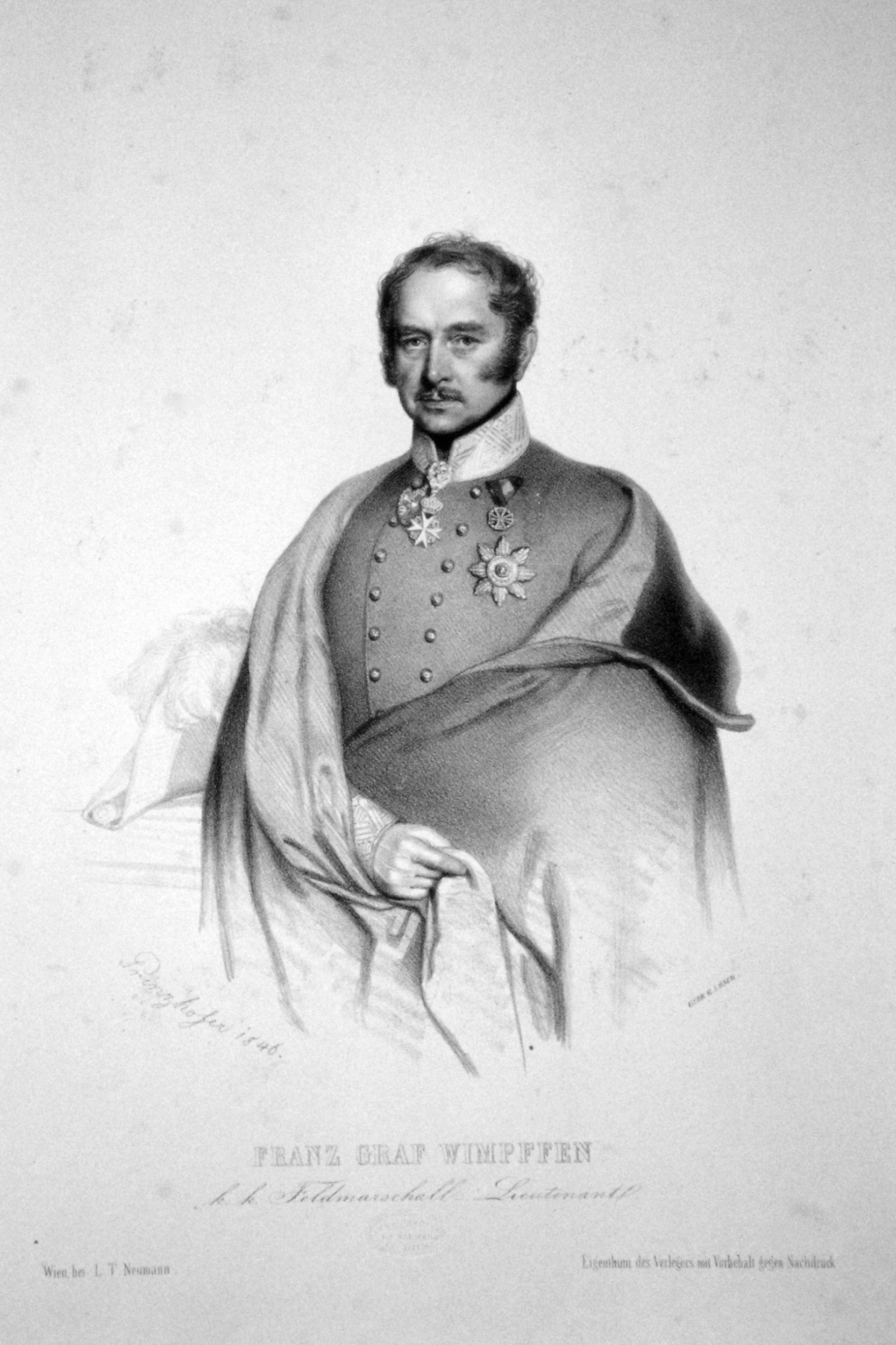
Franz von Wimpffen in una litografia del 1846

Franz von Wimpffen era figlio del generale Karl Franz Eduard von Wimpffen (1776-1842) e della sua prima moglie, la principessa Vittoria Amalia Ernestina di Anhalt-Bernburg-Schaumburg-Hoym, già vedova del principe Carlo di Assia-Philippsthal e figlia del principe Francesco Adolfo di Anhalt-Bernburg-Schaumburg-Hoym. Egli era inoltre un lontano parente del feldmaresciallo Maximilian Wimpffen, uno dei compagni d'arme di Radetzky.
Deciso a intraprendere la carriera militare ancorché molto giovane, nell'ottobre del 1813 venne nominato sottotenente delle armate imperiali austriache e partecipò alle campagne anti-napoleoniche del 1813 e del 1814. Nel 1815 fu in Italia nel reggimento comandato da Johann Maria Philipp Frimont.
Nel 1838 venne nominato maggiore generale e gli venne assegnato il comando di una brigata a Trieste e nel 1846 feldmaresciallo luogotenente di divisione del II corpo d'armata dell'esercito in Italia. Si distinse nelle campagne del 1848 a Vicenza e nella battaglia di Custoza.
Durante i giorni immediatamente successivi alla conclusione della Prima guerra d'indipendenza italiana, assediò Bologna e Ancona, di cui ordinò il bombardamento, e riuscì a riconsegnare al papa queste città che avevano aderito alla Repubblica Romana. In particolare incontrò difficoltà ad Ancona, che resistette per quasi un mese. Ottenuta la vittoria, concesse l'onore delle armi ai difensori del capoluogo marchigiano (in particolare al ten. Col. Giulio Especo y Vera) e dopo alcune settimane di occupazione della città venne rimpiazzato dall'imperatore a causa del suo comportamento troppo umano nei confronti dei patrioti italiani.
Nell'ottobre del 1849 venne nominato governatore militare e civile della città di Trieste e della costa triestina, e comandante della marina di stanza in loco.
Alle dimissioni di Hans Birch Dahlerup nell'agosto del 1851, von Wimpffen venne nominato suo successore come Comandante Generale della Marina Imperiale. Durante questa sua esperienza navale sviluppò fortemente la base navale di Pola e la scuola navale di Fiume.
Nel settembre 1854 venne dimesso dall'Imperatore e reintegrato nel suo ruolo di ufficiale di terra, venendo promosso a Feldzeugmeister e posto a capo della 1ª Armata dell'esercito austriaco. Nella seconda guerra d'indipendenza italiana del 1859, dopo la sconfitta del 4 giugno a Magenta, assecondò la decisione del feldmaresciallo austriaco Ferencz Gyulai, di ritirarsi attraversando il Mincio a Mantova lasciando Milano e tutta la Lombardia ai franco-piemontesi. Gyulai venne dimesso il 16 giugno di quello stesso anno dall'Imperatore Francesco Giuseppe I d'Austria che assunse direttamente il comando di terra delle truppe imperiali, consentendo a von Wimpffen anche il comando della Divisione di Cavalleria della riserva.
Il 24 giugno 1859, alla guida dell'intera 1ª Armata austriaca e della Cavalleria, fu impegnato nella Battaglia di Medole, nell'ambito della vasta e complessa battaglia di Solferino e San Martino. Alcuni storici considerano la direzione prudente e scoordinata di Wimpffen tra le principali cause della disfatta austriaca nella seconda guerra di indipendenza.
Nel 1860 si ritirò a vita privata. Morì il 26 novembre 1870 a Gorizia e venne sepolto nella cripta della cappella del suo Castello di Eichberg in Austria, assieme alla moglie.

## Famiglia, matrimonio e figli

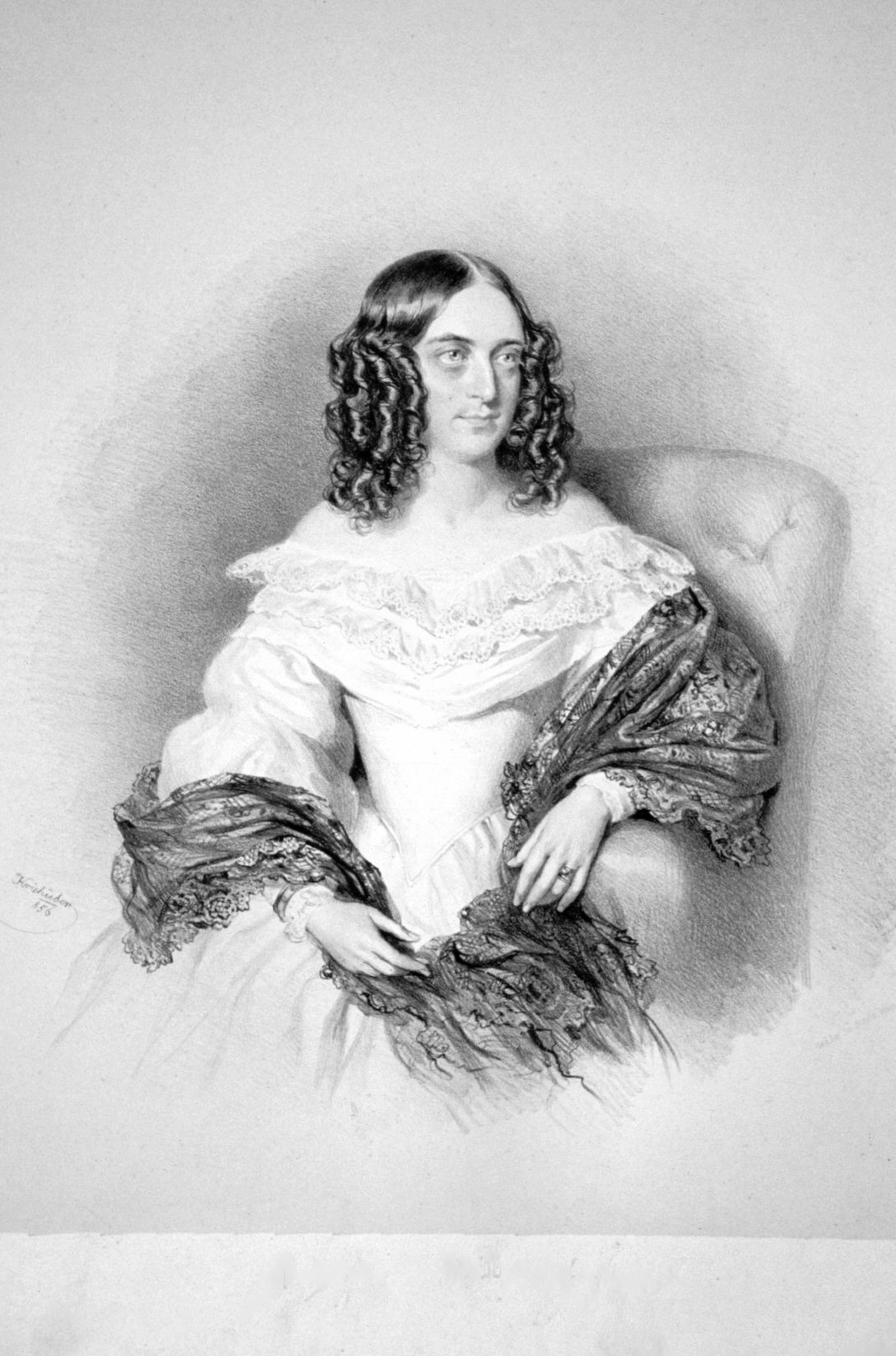
La baronessa marianne Cecilia Bernhardine von Eskels in una litografia del 1856

Il 5 ottobre 1825 Franz von Wimpffen sposò a Hietzing la baronessa Maria Anna (Marianne) Cecilia Bernhardine von Eskeles (figlia dell'imprenditore e banchiere Bernhard von Eskeles), di origini ebraiche, che si convertì al cattolicesimo. La moglie morì il 10 agosto 1862.
La coppia ebbe tra i propri figli:
- Heinrich Emil (1827-1896), militare
- Felix (1828-1866) fu ambasciatore imperiale a Roma, poi a Parigi (1876-1880), nuovamente a Roma (1880-1882) per poi morire il 30 dicembre 1882 suicida a Parigi ove era tornato come ambasciatore
- Viktor Aegidius Christian Gustav Maximillian (Hietzing, Vienna, Austria, 24 luglio 1834 – Villa di Battaglia Terme, Italia, 22 maggio 1887), che fu Capitano di Corvetta della marina imperiale e ispettore generale dei telegrafi imperiali.

## Ascendenza
|                                                     |                                               |                                                | Genitori                                         |  |  | Nonni |  |  | Bisnonni                  |  |  | Trisnonni                 |  |
|                                                     |                                               |                                                |                                                  |  |  |       |  |  | Johann Georg von Wimpffen |  |  | Johann Georg von Wimpffen |  |
|                                                     |                                               |                                                |                                                  |  |  |       |  |  | Johann Georg von Wimpffen |  |  | Johann Georg von Wimpffen |  |
|                                                     |                                               | Katharina Weidmann von Ehrenfels               |                                                  |  |  |       |  |  | Johann Georg von Wimpffen |  |  |                           |  |
| Franz Ludwig Herold von Wimpffen                    |                                               |                                                |                                                  |  |  |       |  |  | Johann Georg von Wimpffen |  |  |                           |  |
|                                                     |                                               | Antoinette Dorothea de Mazille de Fouquerolles | Sebastian de Mazille de Fouquerolles             |  |  |       |  |  |                           |  |  |                           |  |
|                                                     |                                               | Antoinette Dorothea de Mazille de Fouquerolles | Sebastian de Mazille de Fouquerolles             |  |  |       |  |  |                           |  |  |                           |  |
|                                                     |                                               | Antoinette Dorothea de Mazille de Fouquerolles | Juliane von Meringen                             |  |  |       |  |  |                           |  |  |                           |  |
| Karl Franz Eduard von Wimpffen                      |                                               | Antoinette Dorothea de Mazille de Fouquerolles |                                                  |  |  |       |  |  |                           |  |  |                           |  |
|                                                     |                                               | Christian Friedrich Goy                        | Johannes Goy                                     |  |  |       |  |  |                           |  |  |                           |  |
|                                                     |                                               | Christian Friedrich Goy                        | Johannes Goy                                     |  |  |       |  |  |                           |  |  |                           |  |
|                                                     |                                               | Christian Friedrich Goy                        | Anna Catharina Heuser                            |  |  |       |  |  |                           |  |  |                           |  |
| Marie Magdalena Kunigunda Goy                       |                                               | Christian Friedrich Goy                        |                                                  |  |  |       |  |  |                           |  |  |                           |  |
|                                                     |                                               | Maria Margaretha Heister                       | Heinrich Heister                                 |  |  |       |  |  |                           |  |  |                           |  |
|                                                     |                                               | Maria Margaretha Heister                       | Heinrich Heister                                 |  |  |       |  |  |                           |  |  |                           |  |
|                                                     |                                               | Maria Margaretha Heister                       | Maria Magdalena Brucher                          |  |  |       |  |  |                           |  |  |                           |  |
| Franz von Wimpffen                                  |                                               | Maria Margaretha Heister                       |                                                  |  |  |       |  |  |                           |  |  |                           |  |
|                                                     | Vittorio I di Anhalt-Bernburg-Schaumburg-Hoym | Lebrecht di Anhalt-Zeitz-Hoym                  |                                                  |  |  |       |  |  |                           |  |  |                           |  |
|                                                     | Vittorio I di Anhalt-Bernburg-Schaumburg-Hoym | Lebrecht di Anhalt-Zeitz-Hoym                  |                                                  |  |  |       |  |  |                           |  |  |                           |  |
|                                                     | Vittorio I di Anhalt-Bernburg-Schaumburg-Hoym | Carlotta di Nassau-Schaumburg                  |                                                  |  |  |       |  |  |                           |  |  |                           |  |
| Francesco Adolfo di Anhalt-Bernburg-Schaumburg-Hoym | Vittorio I di Anhalt-Bernburg-Schaumburg-Hoym |                                                |                                                  |  |  |       |  |  |                           |  |  |                           |  |
|                                                     |                                               | Carlotta Luisa di Isenburg-Büdingen-Birstein   | Guglielmo Maurizio di Isenburg-Büdingen-Birstein |  |  |       |  |  |                           |  |  |                           |  |
|                                                     |                                               | Carlotta Luisa di Isenburg-Büdingen-Birstein   | Guglielmo Maurizio di Isenburg-Büdingen-Birstein |  |  |       |  |  |                           |  |  |                           |  |
|                                                     |                                               | Carlotta Luisa di Isenburg-Büdingen-Birstein   | Anna Amalia di Isenburg-Büdingen                 |  |  |       |  |  |                           |  |  |                           |  |
| Vittoria di Anhalt-Bernburg-Schaumburg-Hoym         |                                               | Carlotta Luisa di Isenburg-Büdingen-Birstein   |                                                  |  |  |       |  |  |                           |  |  |                           |  |
|                                                     |                                               | Johann Wolfgang von Hasslingen                 | Heinrich Tobias von Hasslingen                   |  |  |       |  |  |                           |  |  |                           |  |
|                                                     |                                               | Johann Wolfgang von Hasslingen                 | Heinrich Tobias von Hasslingen                   |  |  |       |  |  |                           |  |  |                           |  |
|                                                     |                                               | Johann Wolfgang von Hasslingen                 | Sybilla Katharina von Collart                    |  |  |       |  |  |                           |  |  |                           |  |
| Maria Giuseppa von Hasslingen                       |                                               | Johann Wolfgang von Hasslingen                 |                                                  |  |  |       |  |  |                           |  |  |                           |  |
|                                                     |                                               | Ernestine Catharina von Kottwitz               | …                                                |  |  |       |  |  |                           |  |  |                           |  |
|                                                     |                                               | Ernestine Catharina von Kottwitz               | …                                                |  |  |       |  |  |                           |  |  |                           |  |
|                                                     |                                               | Ernestine Catharina von Kottwitz               | …                                                |  |  |       |  |  |                           |  |  |                           |  |
|                                                     |                                               | Ernestine Catharina von Kottwitz               |                                                  |  |  |       |  |  |                           |  |  |                           |  |